# Liste der Erzbischöfe von Rio de Janeiro
Die folgenden Personen waren Bischöfe und Erzbischöfe von Rio de Janeiro (Brasilien):
- Bartolomeu Simões Pereira (1577–1598)[1]
- João da Costa (1603–1606)
- Bartholomeu Lagarto (1606–1606)
- Mateus da Costa Aborim (1606–1629)
- Máximo Pereira, O.S.B. (1629–1629)
- Lourenço de Mendonça (1631–1637)
- Pedro Homem Albernaz (1639–1643)
- Antonio de Mariz Loureiro (1643–1657)
- Manoel de Souza e Almada (1658–1670)
- Francisco da Silveira Dias (1671–1681) (erster Bischof ab 1676)
- Francisco de São Jerõnimo de Andrade, C.S.J. (1701–1721)
- Antônio de Guadalupe, O.F.M. (1725–1740)
- João da Cruz Salgado de Castilho, O.C.D. (1740–1745)
- Antônio de Nossa Senhora do Desterro Malheiro, O.S.B. (1745–1773)
- José Joaquim Justiniano Mascarenhas Castello Branco (1773–1805)
- José Caetano da Silva Coutinho (1806–1833)
- Manoel de Monte Rodrigues de Araújo (1839–1863)
- Pedro Maria de Lacerda (1868–1890)
- José Pereira da Silva Barros (1891–1893) (erster Erzbischof ab 1892)
- João Fernando Santiago Esberard (Esberrard) (1893–1897)
- Joaquim Kardinal Arcoverde de Albuquerque Cavalcanti (1897–1930)
- Sebastião Kardinal Leme da Silveira Cintra (1930–1942)
- Jaime Kardinal de Barros Câmara (1943–1971)
- Eugênio Kardinal de Araújo Sales (1971–2001)
- Eusébio Kardinal Scheid SCI (2001–2009)
- Orani João Kardinal Tempesta OCist (seit 2009)